# Georgi Feodosjewitsch Woronoi

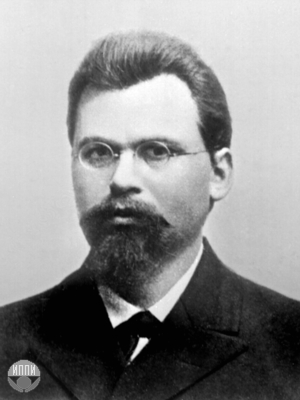
Georgi Woronoi

Georgi Feodosjewitsch Woronoi (russisch Георгий Феодосьевич Вороной, wiss. Transliteration Georgij Feodos'evič Voronoj; ukrainisch Георгій Феодосійович Вороний/Heorhij Woronyj; * 16. Apriljul. / 28. April 1868greg. in Schurawka, Gouvernement Poltawa, Russisches Kaiserreich; † 7. Novemberjul. / 20. November 1908greg. in Warschau, Kongresspolen) war ein ukrainischer Mathematiker.

## Leben
Woronoi wuchs in Schurawka am Udaj im heutigen Rajon Warwa der ukrainischen Oblast Tschernihiw, und benachbarten Orten auf. Sein Vater Theodosii Woronoi war Professor für russische Literatur am Gymnasium von Pryluky, 18 km von Schurawka entfernt. Er hing fortschrittlichen Ideen an und unterrichtete schon als Student in Kiew Arbeiter und Geringverdienende an Sonntagsschulen. Noch als Schüler auf dem Gymnasium in Pryluky veröffentlichte er seine erste mathematische Arbeit. Woronoi studierte ab 1885 an der Universität Sankt Petersburg bei Julian Sochotski (1842–1927), Alexander Nikolajewitsch Korkin und Andrei Andrejewitsch Markow. Insbesondere interessierte er sich schon damals für Zahlentheorie. Dort promovierte er 1889 (Kandidatentitel) über die Bernoulli-Zahlen. Danach unterrichtete er 1889 bis 1894 als Mathematiklehrer am Progymnasium in Peterhof, während er gleichzeitig an der Universität St. Petersburg forschte. Seine Diplomarbeit von 1894 war über kubische Irrationalitäten (algebraische Zahlen, die mit Lösungen irreduzibler Gleichungen 3. Grades verbunden sind) und seine Habilitation von 1896 (verteidigt 1897, in Russland als Doktorarbeit bezeichnet) über den Voronoi-Algorithmus zur sukzessiven Berechnung bester diophantischer Approximationen (Über eine Verallgemeinerung des Kettenbruch-Algorithmus), wobei er das Prinzip der Kettenbrüche mit erstaunlichen Ergebnissen von quadratischen auf die Untersuchung kubischer Irrationalitäten erweiterte. Beide Arbeiten erhielten den Bunjakowski-Preis der Petersburger Akademie der Wissenschaften. Seit 1894 war er Professor an der Universität Warschau, die damals russisch war. Dort blieb er den Rest seiner Karriere und hielt speziell Vorlesungen über Wahrscheinlichkeitstheorie und Zahlentheorie. 1898 wurde er auch Professor am Polytechnikum in Warschau, wo er später Dekan der Fakultät für Mechanik war. Als die Universität und das Polytechnikum in Warschau 1905 bis 1907 vorübergehend wegen der Revolutionswirren geschlossen waren, war er am Donskoi Polytechnikum in Nowotscherkassk. 1907 wurde er korrespondierendes Mitglied der Russischen Akademie der Wissenschaften. Ab 1908 unterrichtete er wieder in Warschau. Er starb aber bald darauf. Zu einer Überarbeitung aufgrund seiner Lehrtätigkeit (zeitweise war er der einzige Mathematik-Professor) kam ein Gallenleiden. Die Ärzte verboten ihm weitere Arbeit, er hielt sich zur Erholung zuletzt in seinem Heimatort Schurawka auf, hatte aber nach der Rückkehr nach Warschau einen Rückfall.
Insgesamt veröffentlichte Woronoi nur 12 Arbeiten zu algebraischer und analytischer Zahlentheorie, Geometrie der Zahlen und Summation divergenter Reihen, die aber einen großen Einfluss ausübten. Posthum wurde sein Lehrbuch über Differential- und Integralrechnung herausgegeben (1909 bis 1911 in Warschau und 1914 in Kiew).
Er betreute die Doktorarbeit von Wacław Sierpiński. Im Jahr 1904 publizierte er zwei seiner Arbeiten auf dem III. Internationalen Mathematiker-Kongress in Heidelberg und traf dort auch mit Hermann Minkowski zusammen. Delone reihte ihn mit Minkowski unter die Begründer der Geometrie der Zahlen ein. Er veröffentlichte darüber in zwei großen Arbeiten, an denen er nach eigenen Angaben (im Vorwort) zwölf Jahre arbeitete, in Crelles Journal (Journal für Reine und Angewandte Mathematik) in seinem Todesjahr 1908 und 1909. Heute ist er vor allem durch das Voronoi-Diagramm bekannt, das er in seiner Arbeit von 1908 im n-dimensionalen Fall behandelte, das aber schon vorher bekannt war.

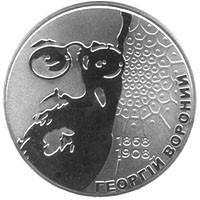
2008 zum hundertsten Todestag herausgegebene 2-Hrywnja-Münze

Er war seit 1891 mit Olia (oder Olha) Krytska verheiratet und hatte sechs Kinder (zwei Söhne, vier Töchter). Seine Frau arbeitete als Hebamme und starb 1939, nachdem die Familie während der Kollektivierungskampagne 1932 den Ort verlassen musste, wobei auch die Krypta, in der Woronoi mit seinem Vater begraben lag, zerstört wurde. Woronois Sohn Oleksandr war ein Arzt, der an der Behandlung von Tumoren mit elektrischem Strom experimentierte. Er wurde 1938 verhaftet und starb in einem von Stalins Arbeitslagern. Sein anderer Sohn Jurij Woronyj war einer der ersten, der 1933 eine Transplantation ausführte (eine Nierentransplantation überlebte der Patient aber nur zwei Tage), konnte seine Arbeit aber unter den damaligen politischen Verhältnissen nicht fortsetzen.
Woronois Nachlass befindet sich in der Nationalbibliothek der Ukraine. Eine Plakette und ein Ausstellungsraum an der Schule in Schurawka (Zhuravka), die nach ihm benannt ist, erinnert an ihn. Das Wohnhaus der Familie existiert nicht mehr. Bis zum Abriss 1993 war darin die Dorfschule untergebracht. Die Straße, in der das Haus stand, trägt noch den Namen Voronoi.

## Schriften
- Über die Bernoullischen Zahlen (russ.). Commun. Charkov Math. Soc. 2 (1889) S. 129–148
- Eine Verallgemeinerung des Kettenbruch-Algorithmus (russ.). Warschauer Universitätsverlag, Warschau 1896
- Sur un problème du calcul des fonctions asymptotiques. J. Reine Angew. Math. 126 (1903), S. 241–282
- Sur une fonction transcendante et ses applications à la sommation de quelques séries. Ann. Sci. de l'Éc. Norm. Sup. 21 (1904), S. 207–267, 459–533
- Nouvelles applications des paramètres continus à la théorie des formes quadratiques I. Sur quelques propriétés des formes quadratiques positives parfaites. J. Reine angew. Math. 133 (1907), S. 97–178
- Nouvelles applications des paramètres continus à la théorie des formes quadratiques II. Recherches sur les paralléloèdres primitifs. J. Reine Angew. Math. 134 (1908), S. 198–287
- Domaines de formes quadratiques correspondant aux différents types de paralléloèdres primitifs. J. Reine Angew. Math. 136 (1909), S. 67–181
- I. M. Winogradow u. a. (Hrsg.): Gesammelte Werke in drei Bänden (russ.). Verlag der Akademie der Wiss. der Ukrain. SSR, Kiew 1952/53